# ホッグバック
ホッグバック (Hogback) は組織地形の一。地質構造を反映した差別侵食により形成された山地。侵食地形であり、ケスタと類似しているが、地層の傾斜角が急であり、緩斜面を有さないものを指す。
地殻運動により地層が急傾斜で地表に露出した地形において、軟らかい地層が浸食を受け取り除かれ、侵食の抵抗度の高い地層部が残され山地となったものである。地層の分布・走向に応じてホッグバックの山地も連なった形状を持つ。抵抗度の高い地層部の地層面と山地の傾斜面が一致することはケスタ背面と同等であるが、ケスタより傾斜が大きいことで区分がなされている。